# باشگاه فوتبال زیر ۱۹ سال استقلال تهران
باشگاه فوتبال زیر ۱۹ سال استقلال تهران یا باشگاه فوتبال جوانان استقلال تهران، تیم جوانان استقلال تهران است که هم اکنون در لیگ جوانان استان تهران حاضر است.و هم اکنون حمید حسینی مربی تیم نوجوانان استقلال را به عهده دارد.

## پیشینه
تیم جوانان استقلال از میانه‌های دهه ۱۳۲۰ و همزمان با شکل‌گیری تیم بزرگسالان تشکیل شد و علی دانایی‌فرد سرمربی تیم بزرگسالان به طور همزمان مربی‌گری این تیم را نیز بر عهده داشت.
- فصل‌ها

| فصل     | لیگ                | مقام        |
| ------- | ------------------ | ----------- |
| ۵۵–۱۳۵۴ | جوانان استان تهران | قهرمان      |
| ۵۶–۱۳۵۵ | جوانان استان تهران | سوم         |
| ۵۷–۱۳۵۶ | جوانان استان تهران | ناتمام ماند |
| ۱۳۶۴    | جوانان استان تهران | قهرمان      |
| ۱۳۹۳    | جوانان استان تهران | سوم         |
| ۱۳۹۴    | جوانان استان تهران | پنجم        |
| ۱۳۹۵    | جوانان استان تهران | هشتم        |
| ۱۳۹۶    | جوانان استان تهران | دوم         |
| ۱۳۹۷    | جوانان استان تهران | چهارم       |
| ۱۳۹۸    | جوانان استان تهران | هشتم        |
| ۱۳۹۹    | جوانان استان تهران | دوم         |